# Shostka
Shostka (en ucraniano: Шостка; en ruso: Шостка) es una ciudad ucraniana perteneciente al óblast de Sumy. Situada en el norte del país, centro del raión de Shostka y del municipio (hromada) homónimo.

## Geografía
Shostka se sitúa a lo largo del río Shostka, afluente del río Desná. 

## Historia
Shostka se inició como una aldea a inicios del siglo XVII, poblada por cosacos ucranianos. En el año 1739 es estableció una fábrica de pólvora, siendo desde esos momentos, uno de los más importantes suministradores de pólvora del Imperio ruso. En 1764, la planta se cerró temporalmente, pero se reanudó su funcionamiento en 1771, debido a las necesidades de la guerra ruso-turca. El pueblo de Shostka formaba parte del vólost de Vorónizh del uyezd de Hlújiv de la gobernación de Chernígov. En 1893 llegó un ramal de ferrocarril. 
Después de la formación del raión de Shostka en 1923, Shostka se convirtió en un centro regional y recibió el estatus de ciudad en 1924. En 1931 se estableció una fábrica de películas, convirtiéndose en uno de los principales suministradores de películas para el cíne y la fotografía en la Unión Soviética. En 1940, Shostka se había convertido en un centro de la industria química.
En la Segunda Guerra Mundial, la ciudad fue ocupada por el avance de las tropas alemanas el 27 de agosto de 1941, recuperada por el ejército soviético el 3 de septiembre de 1943. Destruida durante la guerra, la fábrica de películas fue reconstruida utilizando equipos de la fábrica alemana Filmfabrik Wolfen, desmantelada en 1946, y se convirtió en la fábrica de películas en color número uno de la URSS.
Durante la invasión rusa de Ucrania de 2022, Shostka fue sitiada por tropas rusas el 24 de febrero y puede haber sido parcialmente ocupada. Durante la retirada del óblast de Chernígov y el óblast de Sumy, las tropas rusas abandonaron Shostka.

## Demografía
La evolución de la población de Shostka entre 1923 y 2022 fue la siguiente:
| 8519                                                          | 8299 | 28 592 | 38 884 | 64 436 | 82 036 | 92 882 | 87 130 | 79 058 | 76 595 | 71 966 |
| (Fuente: Cities & Towns of Ukraine y UKRAINE: Größere Städte) |      |        |        |        |        |        |        |        |        |        |

Según el censo de 2001, el 86,74% de la población son ucranianos y el 9,19% son rusos. En cuanto al idioma, la lengua materna de la mayoría de los habitantes, el 60,81%, es el ucraniano; del 35,74% es el ruso.

## Economía
La ciudad es un importante centro industrial, en los que destaca la industria química y la industria láctea. 

## Infraestructura

### Transporte
Por la ciudad pasan las autopistas T 1908, T 1912, T 2502 y la autovía P65, que une Hlújiv y Seménivka. En Shostka hay una estación de tren en la ciudad, que se encuentra en el ramal Vorónizh-Seménivka. 

## Cultura

### Cine
En la cultura popular, Shostka es la ciudad natal de la familia Ratonowitz en la película animada estadounidense An American Tail (1986).

### Deportes
Durante la época soviética, en Shostka había equipos de fútbol, baloncesto y hockey, pero tras el colapso de la URSS, las fábricas que financiaban a los equipos dejaron de funcionar y muchos equipos se disolvieron. El equipo local de fútbol es el Impuls Shostka y desde el 9 de mayo de 2013, en la ciudad funciona la escuela de fútbol infantil del Fútbol Club Barcelona.

## Personas destacadas
- Olena Zubrylova (1973): deportista ucraniana que compitió para Bielorrusia en biatlón.

## Galería

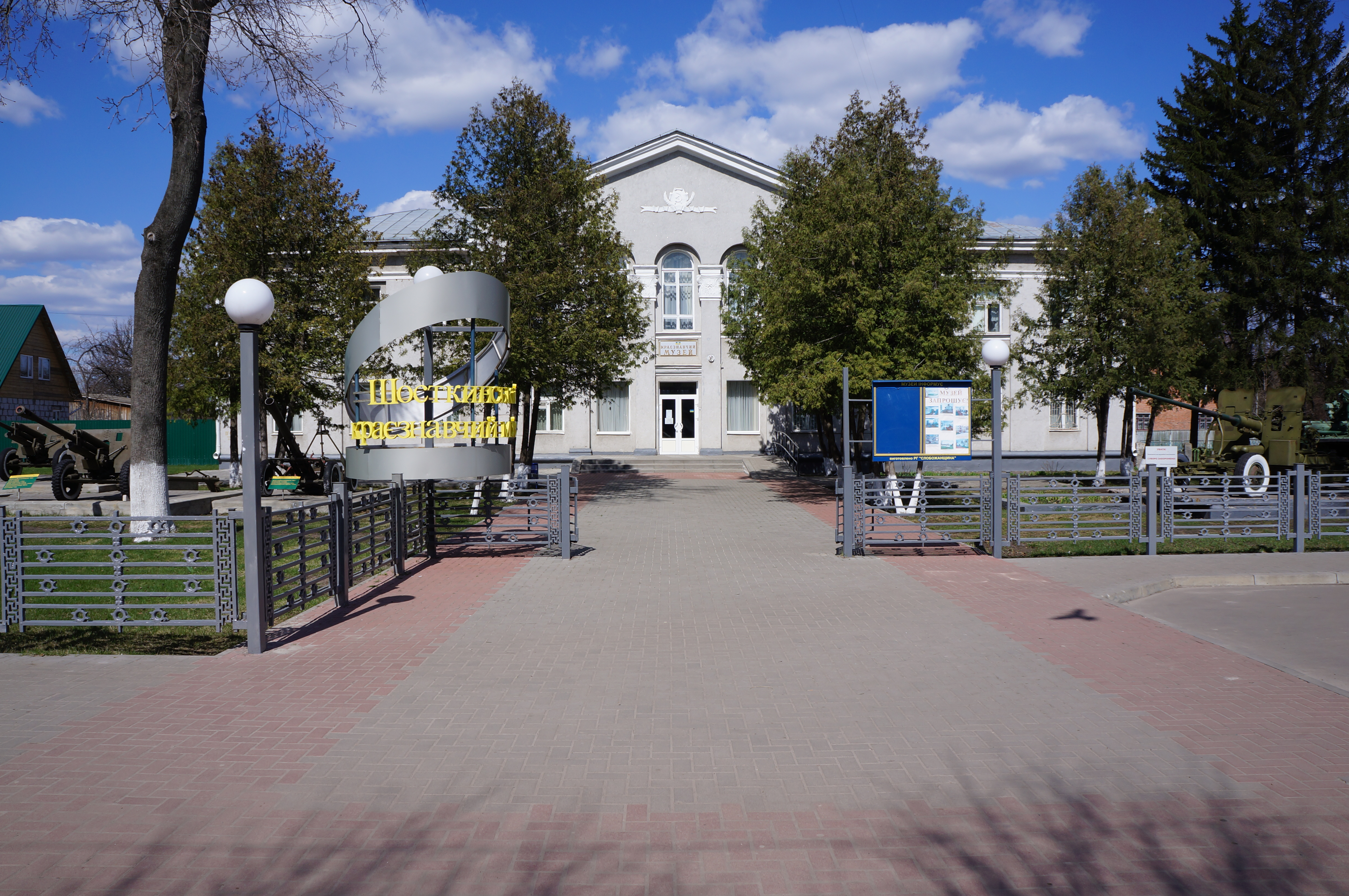
Museo local de Shostka
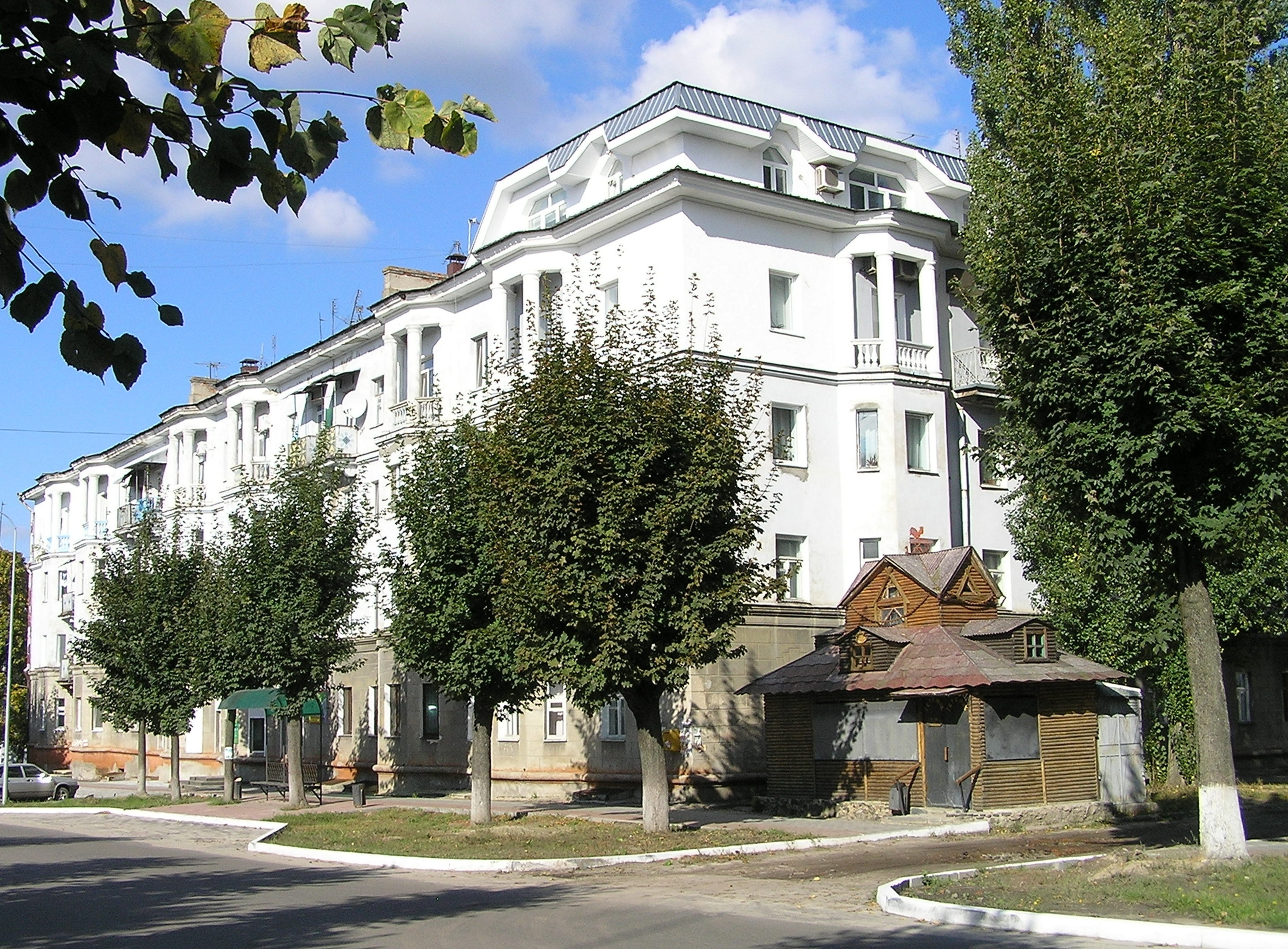
Edificios de la calle Deputatska
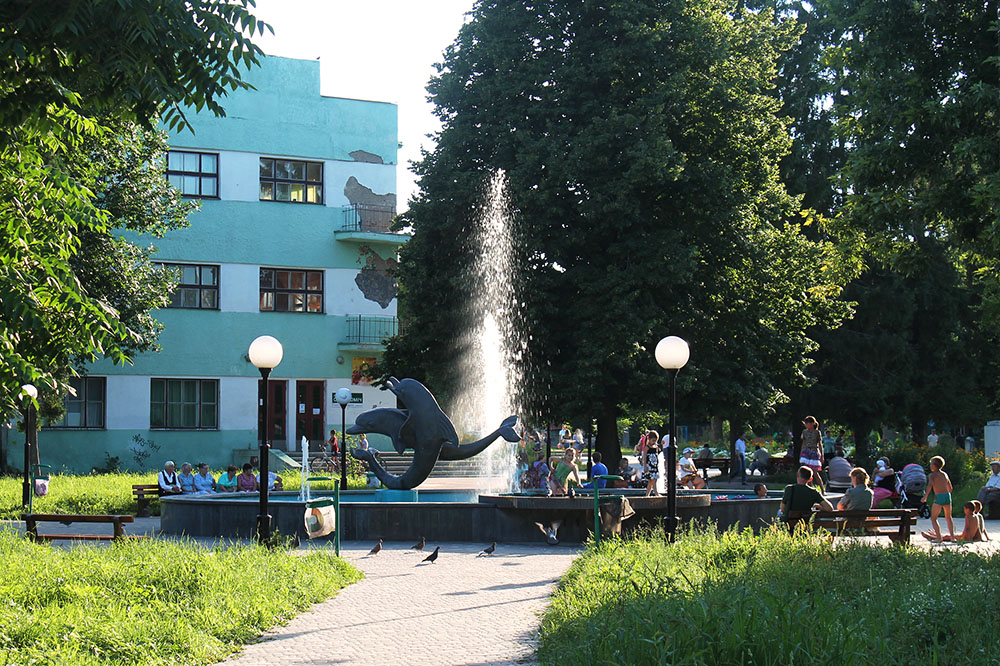
Parque de la Libertad
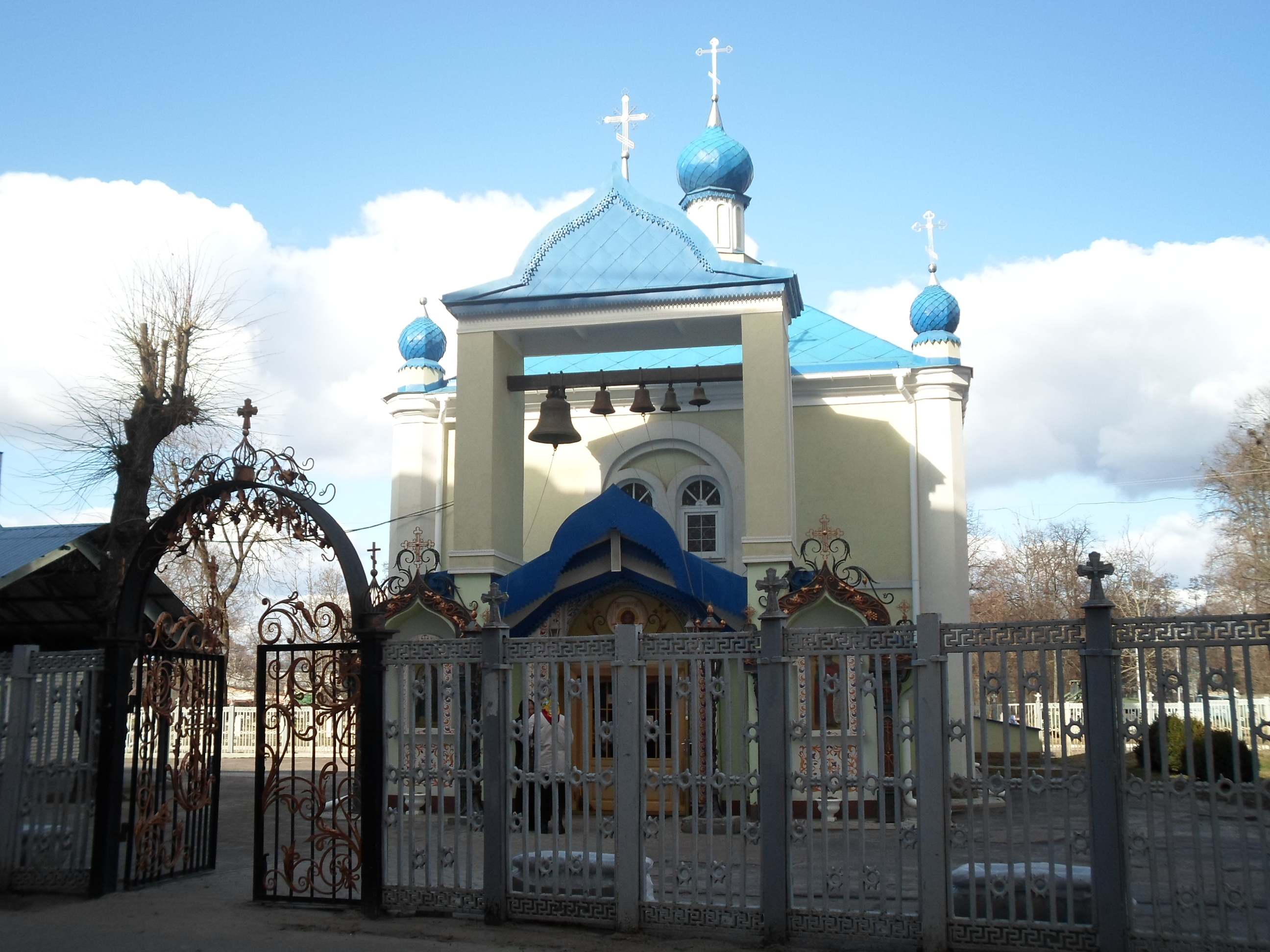
Iglesia de la Natividad de Cristo

## Ciudades hermanadas
- Fráncfort del Óder, Alemania.[11]
- Oriájovo, Bulgaria.
- Świdnik, Polonia.